# Wie im Flug
Wie im Flug (Voglia di volare) ist eine Familienserie aus dem Jahre 1984, die im deutschen Fernsehen als wöchentlich ausgestrahlter Vierteiler ab dem 2. Februar 1990 auf ProSieben gesendet wurde. 

## Handlung
Der italienische Pilot Davide erhält überraschend Besuch von seiner 14-jährigen Tochter Andreina. Davide und seine Frau, die deutsche Reiseleiterin Barbara, haben sich getrennt. Andreina zieht bei Papa ein, findet in der gleichaltrigen Nachbarin Nicoletta eine Freundin und findet auch einen Platz in der Schule. Andreina will Davides neue Flamme, das Model Valerie, loswerden. Adreina kann diese Frau nicht leiden. Davide besucht Barbara, die gerade in Vipitento (Sterzing) mit einer Reisegruppe unterwegs ist. Barbara hat eine neue Affäre, aber ihr Geliebter Steve Carrington, ein NATO-General, schlägt bei einem Essen zu dritt Davide. Barbara sorgt sich um Davide und sie begegnen sich daher erneut. Davids Mutter will Barbara nicht in ihrem Haus haben. Und Davids dementer Vater versteht die ganze Sache nicht. Davide und Barbara treffen sich wegen der Scheidung. Beide sind nicht glücklich mit der Trennung. Andreina verbringt einige Zeit bei Barbara und Steve. Doch sie provoziert den Liebhaber ihrer Mutter: Sie stellt die Fotos um: ein Foto ihres Vaters neben das von Barbara und sie platziert Steves Foto neben das von Ronald Reagan. Außerdem klebt sie Abrüstungssymbole auf ihre amerikanischen Flaggen. Nach ihrer Rückkehr verbreitet Andreina das Gerücht, dass ihre Eltern wieder zusammenkommen. Valerie gibt auf und verlässt daraufhin Davide. Andreina verliebt sich zuerst in ihren attraktiven Italienischlehrer und dann in den jungen Stefano. Sie verlässt Stefano jedoch wegen des Rocksängers Jerry. Als Jerry eine neue Freundin hat, unternimmt Andreina einen Selbstmordversuch. Davide, der eine kurze Verabredung mit der Anhalterin Christina hatte, kommt rechtzeitig und holt auch Barbara zu sich nach Hause. Andreina hat einen kurzen Flirt mit Dirk, einem blonden Engländer. Doch Stefano wirbt weiterhin um Andreina. Dann stirbt Davides Vater. Barbara nimmt an der Beerdigung teil. Sie hat Steve verlassen, weil er sie geschlagen hat. Davide liebt Barbara immer noch. Davide und Barbara schlafen miteinander. Sie wollen es noch einmal versuchen, aber langsam. Andreina macht einen Ausflug mit Stefano, Nicoletta und anderen Jugendlichen. Davide fühlt sich einsam. Er steigt in ein Flugzeug, wo in einer Tagtraumsequenz sein toter Vater mit ihm spricht und ihn ermutigt. 

## Produktion
Gedreht wurde der Vierteiler in Rom und im norditalienischen Sterzing in der Nähe des Brennerpasses. In Frankreich lief die Mini-Serie als "Ma fille, mes femmes et moi".